# 東十條
東十條（日语：／ Higashi-jūjō */?）是東京都北區的町名。現行行政地名為東十條一丁目至東十條六丁目。全域已實施住居表示。

## 地理
位於東京都北區中央，屬王子地區。北臨赤羽南、神谷，東接神谷、王子，南通岸町，西連中十條。
東十條是位於京濱東北線東側、以JR東十條站為中心的住宅區。此地屬於所謂的「十條」地區東端，與其他十條地區相比，地勢較低。

### 地價
依據2014年（平成26年）1月1日的公告地價，東十條1-15-14的住宅地價為37萬2000日圓/m2。

## 歷史
1889年（明治22年）町村制施行時，此地大部分屬北豐島郡王子村（1908年町制施行後為王子町），當時為大字上十條與大字下十條一部分。1932年（昭和7年）編入東京市後，大字上十條、大字下十條改制為上十條町、下十條町。1939年（昭和14年），上十條町、下十條町各一部分成立東十條一丁目〜六丁目。
1947年（昭和22年），王子區與瀧野川區合併成立北區。1964年實施住居表示，東十條一丁目〜六丁目全域與上十條町、神谷町等各一部分合併為現在的東十條一丁目〜六丁目。

### 町名變遷
| 實施後       | 實施年月日                | 實施前                                           |
| ------------ | ------------------------- | ------------------------------------------------ |
| 東十條一丁目 | 1964年（昭和39年）12月1日 | 東十條一丁目                                     |
| 東十條二丁目 | 1964年（昭和39年）12月1日 | 東十條二丁目                                     |
| 東十條三丁目 | 1964年（昭和39年）12月1日 | 東十條三丁目，上十條町，王子五丁目，神谷町一丁目 |
| 東十條四丁目 | 1964年（昭和39年）12月1日 | 東十條四丁目                                     |
| 東十條五丁目 | 1964年（昭和39年）12月1日 | 東十條五丁目                                     |
| 東十條六丁目 | 1964年（昭和39年）12月1日 | 東十條六丁目，稻付町二丁目                       |

## 小、中學校學區
區立小、中學校學區請參照下表。
| 町           | 町           | 小學校             | 中學校               |
| ------------ | ------------ | ------------------ | -------------------- |
| 東十條一丁目 | 東十條一丁目 | 北區立東十條小學校 | 北區立王子櫻中學校   |
| 東十條二丁目 | 東十條二丁目 | 北區立東十條小學校 | 北區立王子櫻中學校   |
| 東十條三丁目 | 部分         | 北區立東十條小學校 | 北區立王子櫻中學校   |
| 東十條三丁目 | 部分         | 北區立王子小學校   | 北區立王子櫻中學校   |
| 東十條三丁目 | 部分         | 北區立東十條小學校 | 北區立王子櫻中學校   |
| 東十條四丁目 | 東十條四丁目 | 北區立東十條小學校 | 北區立王子櫻中學校   |
| 東十條五丁目 | 東十條五丁目 | 北區立稻田小學校   | 北區立神谷中學校     |
| 東十條六丁目 | 部分         | 北區立稻田小學校   | 北區立神谷中學校     |
| 東十條六丁目 | 部分         | 北區立稻田小學校   | 北區立赤羽岩淵中學校 |

## 交通

### 鐵道
- JR京濱東北線 ■東十條站

### 道路
- 東京都道318號環狀七號線（環七通）

## 設施
- 北區保健所（東十條二丁目）
- 北區立東十條圖書館（日语：北区立図書館）（東十條三丁目）
- 北區立東十條小學校（日语：北区立東十条小学校）（東十條三丁目）
- 東十條郵便局（東十條四丁目）
- 東十條站前郵便局（東十條二丁目）
- 成立學園中學校、高等學校（日语：成立学園中学校・高等学校）（東十條六丁目）
- 東十條六郵便局（東十條六丁目）

## 備註
1. ↑  人口統計表（平成26年08月1日現在） 的存檔，存档日期2014-08-19.
2. ↑  語り継ぐまちづくり 東十条三・四丁目 的存檔，存档日期2014-03-13.
3. ↑  小學校通學區域一覧｜東京都北區 的存檔，存档日期2014-08-17. 2014年3月13日閲覧。
4. ↑  中學校通學區域一覧｜東京都北區 的存檔，存档日期2014-09-06. 2014年3月13日閲覧。